# Drievuldigheidskerk (Speyer)

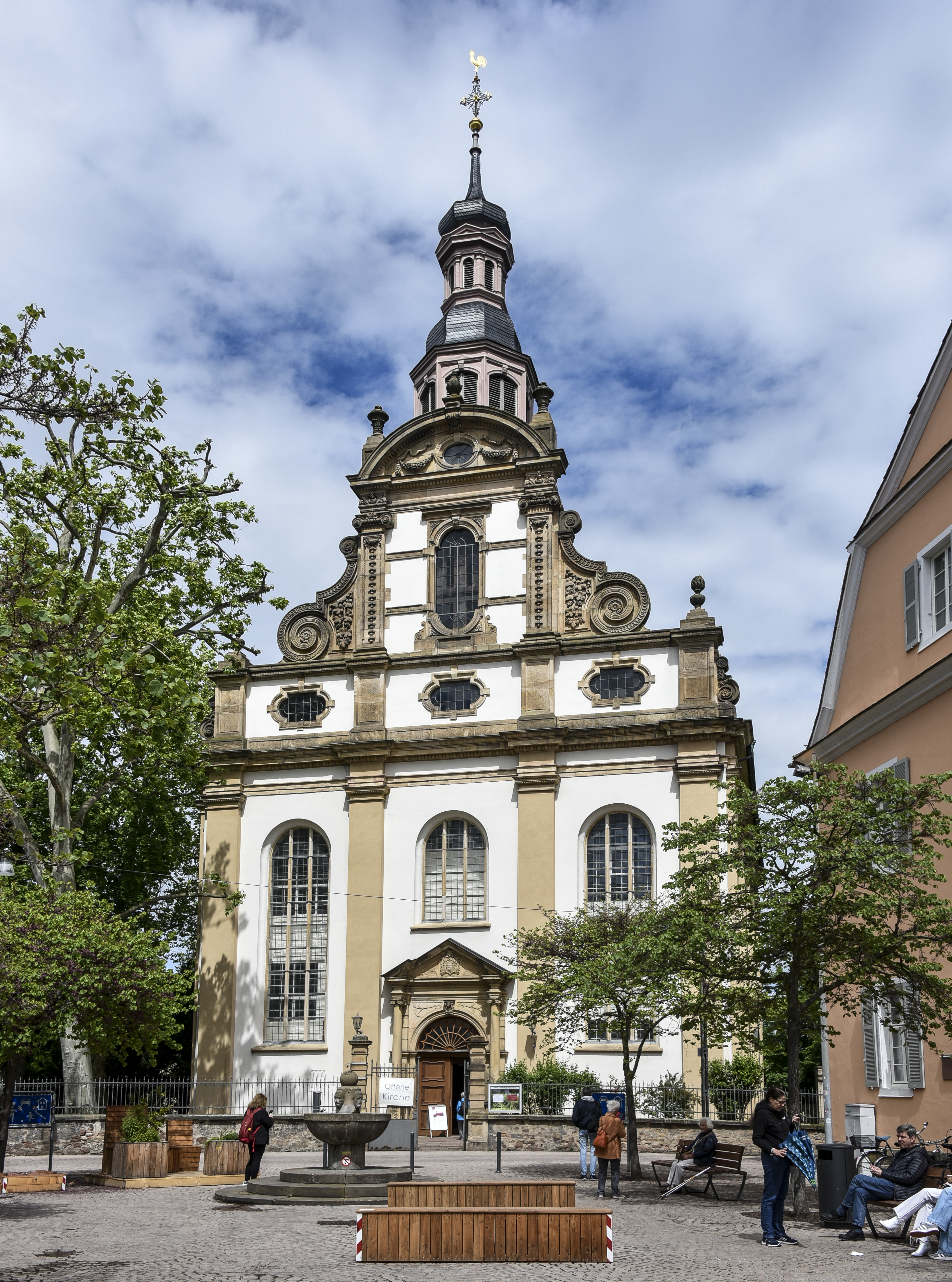
De Drievuldigheidskerk

De Drievuldigheidskerk in de Duitse stad Speyer is een barokke protestantse kerk, gebouwd door Mannheimse architect Johann Peter Graber. Ze werd geïnspireerd door de St. Catharinakerk in Frankfurt am Main, die tussen 1678 en 1680 werd gebouwd door Melchior Hessler.
De bouwperiode liep van 1701 tot 1717. De kerk wordt beschouwd als een "uitstekende prestatie van protestantse kerkarchitectuur en een juweel van de barok". Ze is gewijd aan de heilige Drie-eenheid.

## Galerij

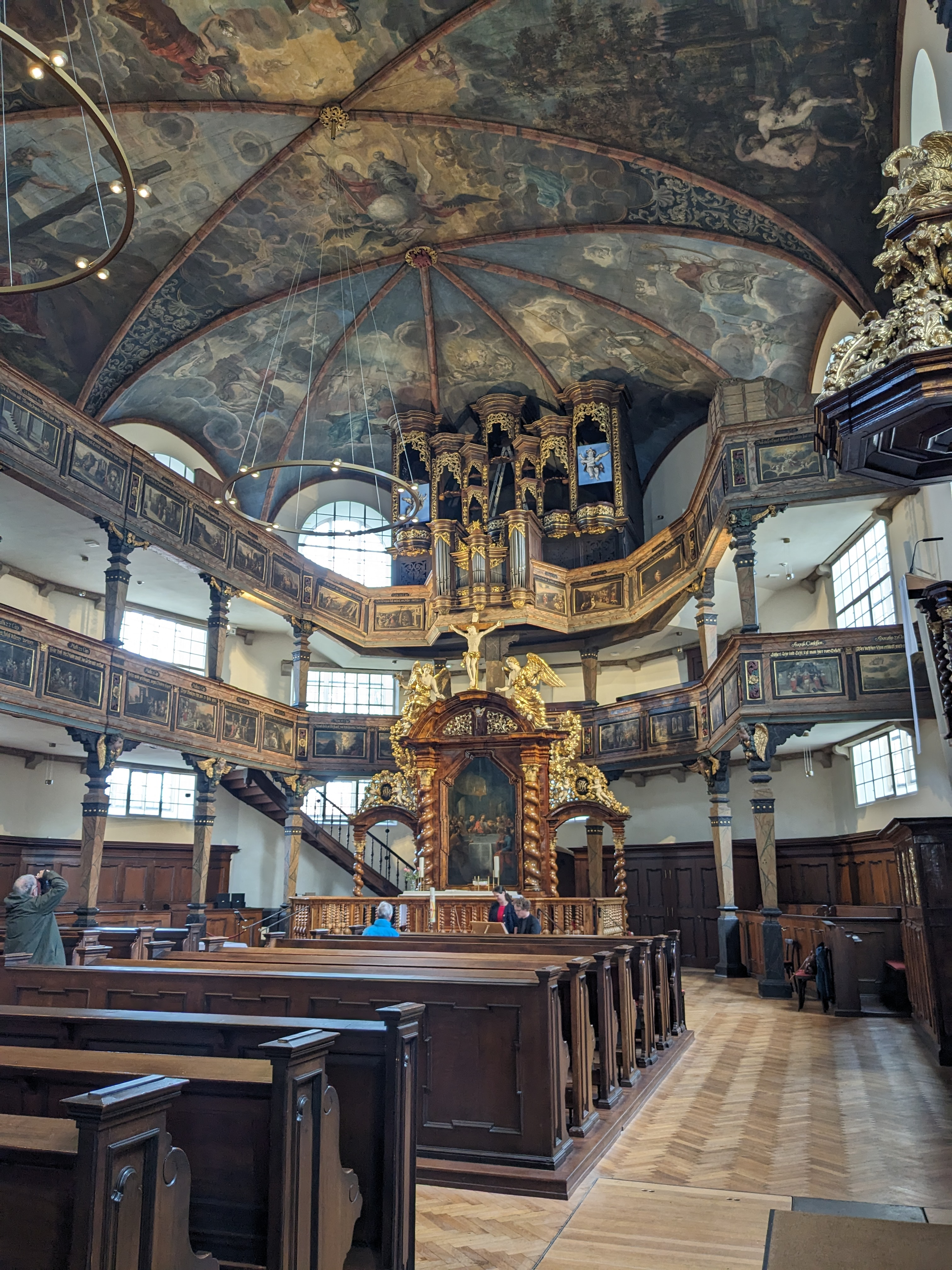
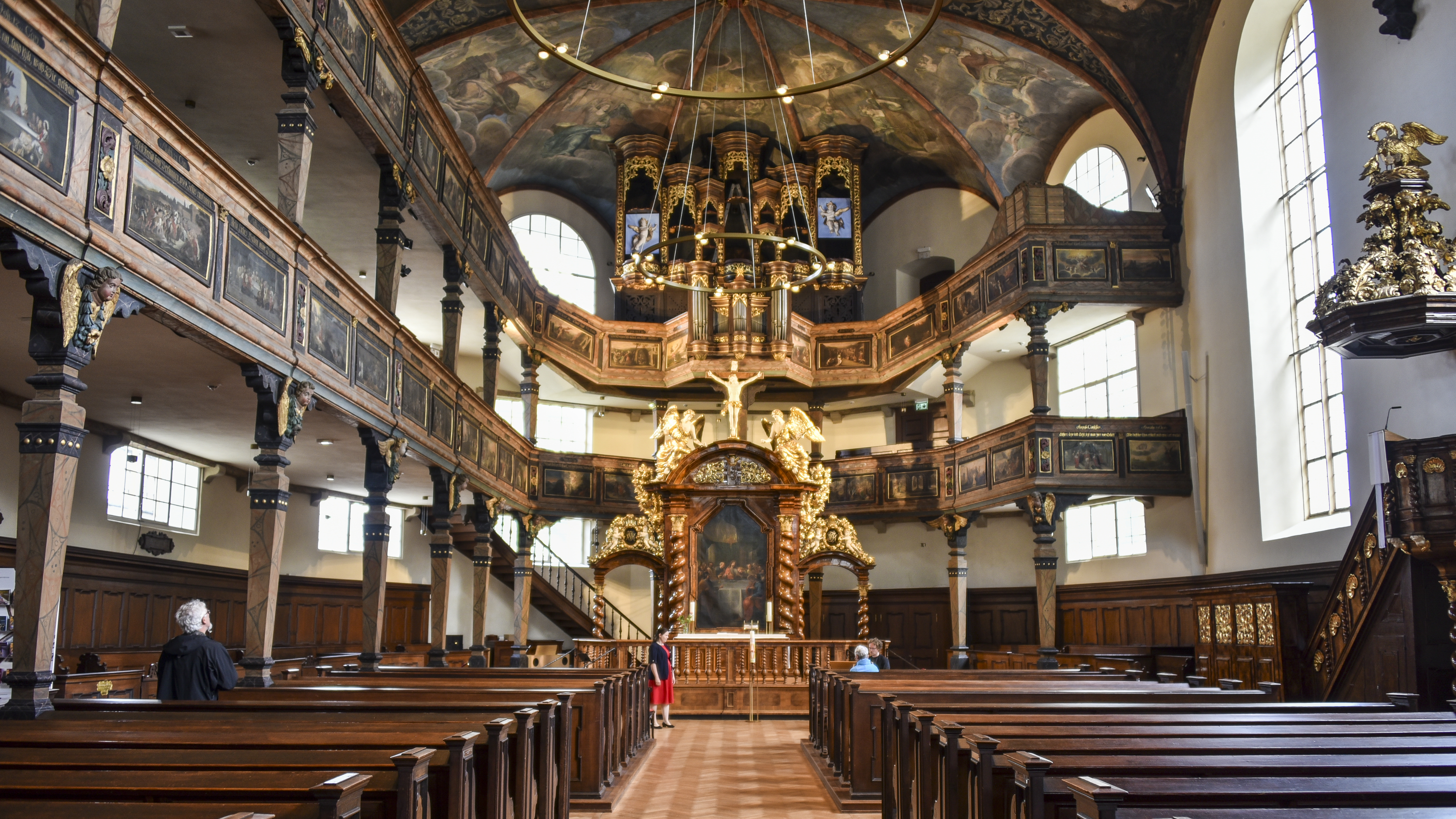
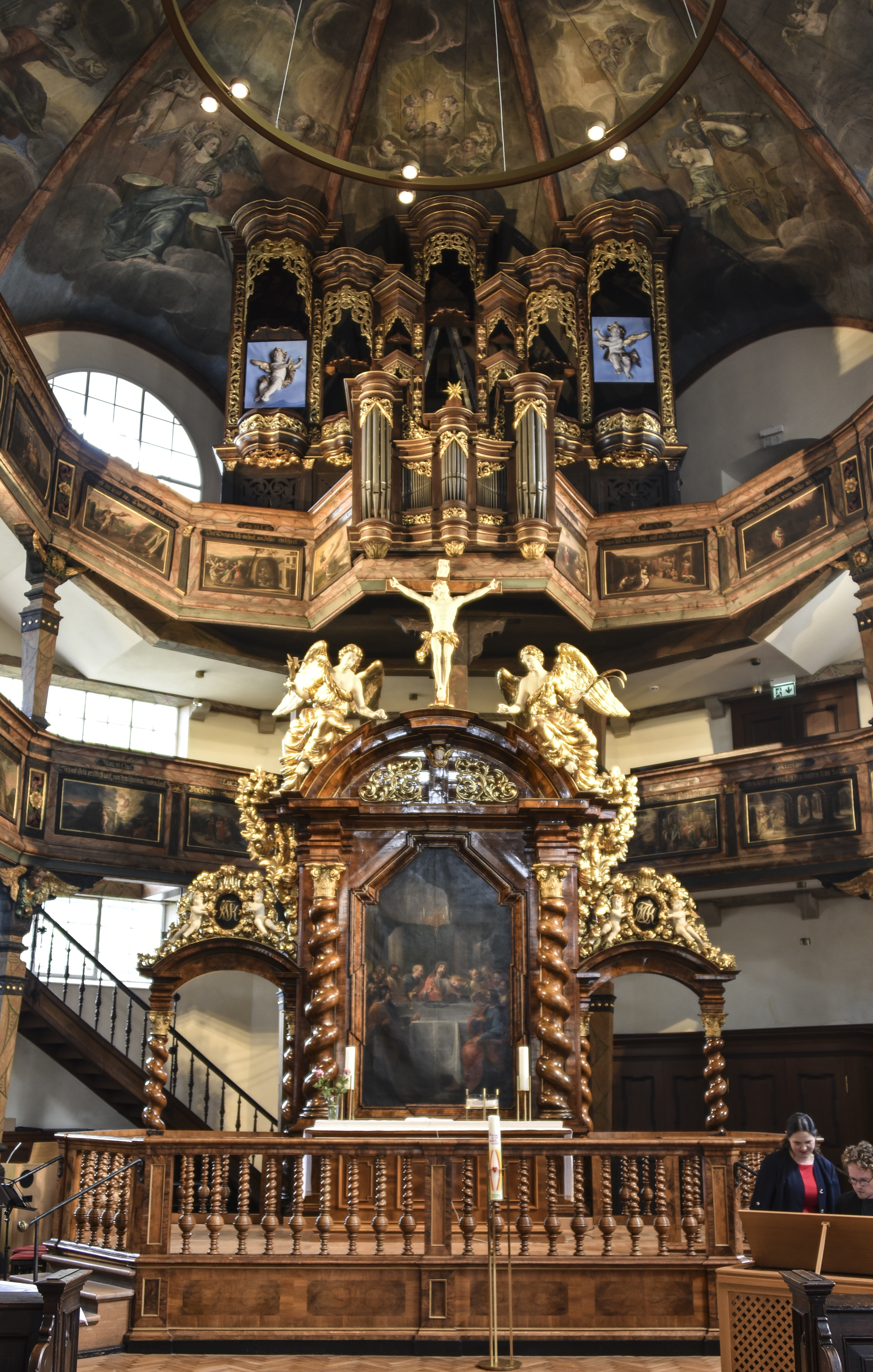
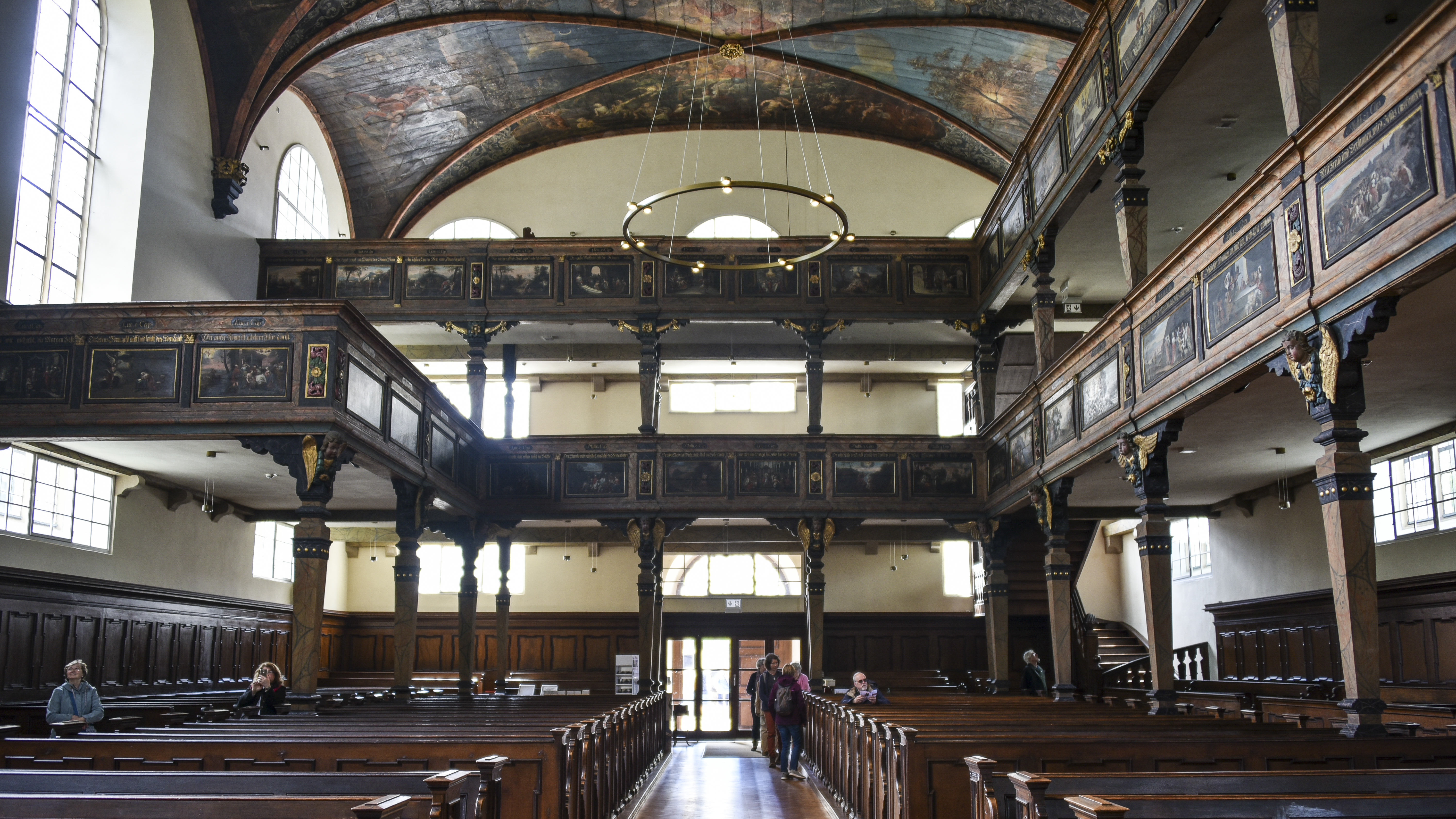